# ツキガタプロダクション
ツキガタプロダクション（登記上正式表記ツキガタプロタクシヨン、1928年 設立 - 1932年 解散）は、かつて京都、のちに奈良に存在した映画会社である。当時の若手人気俳優「月形陽候」こと月形龍之介が設立した。8本のサイレント映画と2本のトーキーを製作した。

## 略歴・概要
牧野省三のマキノ・プロダクションの専属俳優だった月形龍之介は、1928年（昭和3年）2月、同社との配給提携を条件に設立したのが、この「ツキガタプロダクション」である。これを機に「月形陽候」と改名した。設立第1作は、井上金太郎の「秋篠珊次郎」名義によるオリジナル脚本での監督作『酒毒の剣法』、同作は同年6月15日にマキノ・プロダクションの配給で公開された。井上の監督作3本、悪麗之助の監督作を製作し、翌1929年（昭和4年）、井上の監督作『剣士沖田総司』を製作して、一度同社を解散し、同年8月には月形一党は松竹下加茂撮影所に入社、名も「月形龍之介」に戻した。
1931年（昭和6年）5月、トーキー映画の製作を目指してふたたび独立、松竹下加茂撮影所を退社して、奈良の生駒山山麓、奈良県生駒郡南生駒村大字一分（現在の同県生駒市壱分町532-1）に撮影所を建設し、「月形プロダクション」とした。新社第1作は直木三十五の原作を得て『舶来文明街』を製作した。映音のシステム不備でパート・トーキーとなったが、キネマ旬報ベストテンで第5位の高評価を得た。第2作は映画『スカラムーシュ』（監督レックス・イングラム、1923年）の原作者ラファエル・サバチニの小説を原作に、『暁の市街戦』を製作、1932年（昭和7年）4月7日に公開されたが、今回は写真化学研究所（のちのP.C.L.映画製作所、現在の東宝スタジオ）のシステムでオール・トーキーが可能になった。いずれも洋画を配給していた「欧米映画社」が配給した。
第二次月形プロダクションにおいて、俳優高田篤は松竹下加茂撮影所から同社に移籍し、設立に参加したが解散後は片岡千恵蔵プロダクションに移籍した。高松錦之助は第一次ツキガタプロに「筆頭脇役」として設立に参加、解散後は松竹下加茂撮影所に同行、第二次にもおなじく参加した。浅草オペラ出身の天野刃一も高松同様に第一次および松竹下加茂、第二次に参加した。岩田専太郎の実妹で女優の湊明子も同様の月形一党であった。
しかし、この2作で月形は15万円もの負債を背負い、再度プロダクションを解散、月形は東活映画社に入社することになった。残された生駒の撮影所は、同年2月に設立された富国映画社がひきつづき稼動させた。同撮影所は同年7月の富国映画社解散によりふたたび閉鎖され、跡地には1963年（昭和38年）に奈良県立生駒高等学校が開校した。
2012年（平成24年）12月現在、東京国立近代美術館フィルムセンターは、同社の製作物を1作も所蔵していない。

## フィルモグラフィ

### ツキガタプロダクション
いずれも配給はマキノ・プロダクション、サイレント映画である。
1928年
- 『酒毒の剣法』 : 監督井上金太郎、原作・脚本秋篠珊次郎（井上金太郎）、撮影石川東橘、主演月形陽候、同年6月15日公開
- 『鼠族道中録』 : 監督井上金太郎、脚本西条章太郎（西條照太郎）、撮影石川東橘、主演月形陽候、同年7月6日公開
- 『敵討破れ傘』 : 監督悪麗之助、原作土師清二、脚本木村富士夫、撮影与徳雄、主演月形陽候、同年8月3日公開
- 『首切り同心』 : 監督井上金太郎、原作・脚本秋篠珊次郎（井上金太郎）、撮影与徳雄、主演月形陽候、同年11月1日公開
- 『救ひを求むるもの』 : 監督悪麗之助、原作・脚本西條照太郎（井上金太郎）、撮影与徳雄、主演月形陽候、同年12月13日公開

1929年
- 『やくざ者』 : 監督悪麗之助、原作・脚本鈴木孫六、撮影与徳雄、主演月形陽候、同年1月5日公開
- 『海賊船』 : 監督・原作・脚本悪麗之助、撮影与徳雄、主演月形陽候、同年6月20日公開
- 『剣士沖田総司』 : 監督井上金太郎、原作・脚本秋篠珊次郎（井上金太郎）、撮影与徳雄、主演月形陽候、同年6月28日公開

### 月形プロダクション
いずれも配給は欧米映画社、トーキーである。
1931年
- 『舶来文明街』 : 監督冬島泰三、原作直木三十五、脚色地上社同人、撮影下村健二、主演月形龍之介、同年11月1日公開 - キネマ旬報ベストテン第5位

1932年
- 『暁の市街戦』 : 監督勝見正勝、原作ラファエル・サバチニ、脚本松崎啓次、撮影ヘンリー・小谷、出演月形龍之介、同年4月7日公開

## 関連事項
- マキノ映画製作所 - 東亜キネマ - マキノ・プロダクション （牧野省三）
- 連合映画芸術家協会 （直木三十五）
- 阪東妻三郎プロダクション - 阪妻・立花・ユニヴァーサル連合映画 （阪東妻三郎）
- 勝見庸太郎プロダクション （勝見庸太郎）
- 片岡千恵蔵プロダクション （片岡千恵蔵）
- 嵐寛寿郎プロダクション （嵐寛寿郎）
- 市川右太衛門プロダクション （市川右太衛門）
- 富国映画社